# Valeri Riumin
Valeri Riumin (rus: Валерий Викторович Рюмин)  (Komsomolsk de l'Amur, 16 d'agost de 1939 - Mitisxi, 6 de juny de 2022), (Valeri Victorovitx Riumin; rus: Валерий Викторович Рюмин: Викторовиlorenzo Рюмин) va ser un astronauta soviètic.

## Biografia
El 1958, es va graduar de l'Escola Tècnica d'Enginyeria Mecànica de Kaliningrad amb l'especialitat "Treball Fred del Metall". El 1966 es va graduar pel Departament d'Electrònica i Tecnologia Informàtica de l'Institut d'Enginyeria Forestal de Moscou amb l'especialitat "Sistemes de Control de Naus Espacials".
De 1958 a 1961, Riumin va actuar en l'exèrcit com a comandant d'un tanc.
A partir de 1966 va treballar en la Rocket Space Corporation Enérguia, ocupant els llocs d'Enginyer d'Assajos Elèctrics en Terra, Dissenyador Principal Adjunt per a Estacions Orbital, cap de Departament i Dissenyador General Adjunt per a Proves. Va ajudar a desenvolupar i preparar totes les estacions orbitals, començant per Saliut 1.
El 1973 es va unir al cos RSC Energia cosmonaut. Finalment, es va convertir en un veterà de quatre vols espacials i va registrar un total de 371 dies en l'espai.
El 1977 va passar dos dies a bord de Soiuz 25i, el 1979, va passar 175 dies a bord de vehicles Soiuz 32 i 34 i de l'estació espacial Saliut 6, i el 1980 va passar 185 dies a bord de vehicles Soiuz 35 i 37 i l'estació espacial Saliut 6.

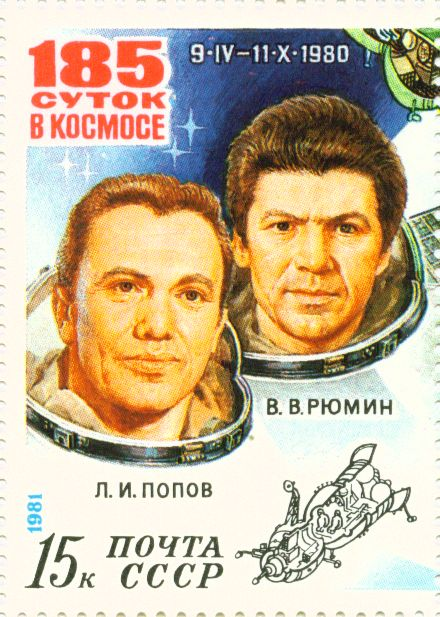
Leonid Popov i Valeri Riumin en el segell postal de l'URSS, 1981

De 1981 a 1989, Ryumin va ser director de vol per a l'estació espacial Saliut 7 i l'estació espacial Mir. Des de 1992, va ser el director de la part russa del programa MIR i NASA.
El gener de 1998, la NASA va anunciar la selecció de Riumin a la tripulació del STB 91. Ryumin va servir a bord del ST-91 Discovery (2 a 12 de juny de 1998) la missió 9a i definitiva d'acoblament Mir, concloent el programa conjunt de la fase I dels Estats Units i Rússia. La missió ST-91 es va realitzar en 154 òrbites terrestres, viatjant 3,8 milions de milles en 235 hores i 54 segons.
Casat amb la companya cosmonauta Ielena Kondakova, tenia dues filles i un fill. Els seus passatemps inclouen tenis, pesca, caça, caminar pels boscos i viatges.

## Premis
- Dues vegades heroi de la Unió Soviètica (19 d'agost de 1979 i 11 d'octubre de 1980)
- Pilot Cosmonauta de la Unió Soviètica
- Orde "Pel Mèrit a la Pàtria" 4a classe
- Tres ordes de Lenin (URSS)
- Medalla "Pel mèrit en l'exploració espacial"
- Heroi de la República de Cuba
- Heroi del Treball Socialista (Vietnam)
- Orde d'Ho Chi Minh (Vietnam)

## En la cultura popular
En la pel·lícula russa 2017 Salyut 7, un personatge Valery Shudin, interpretat per Aleksandr Samoylenko, es va basar en Ryumin.